# Arkas
Arkas (AFI: [aɾˈkas]; in greco: Αρκάς; 1958) è un fumettista greco.

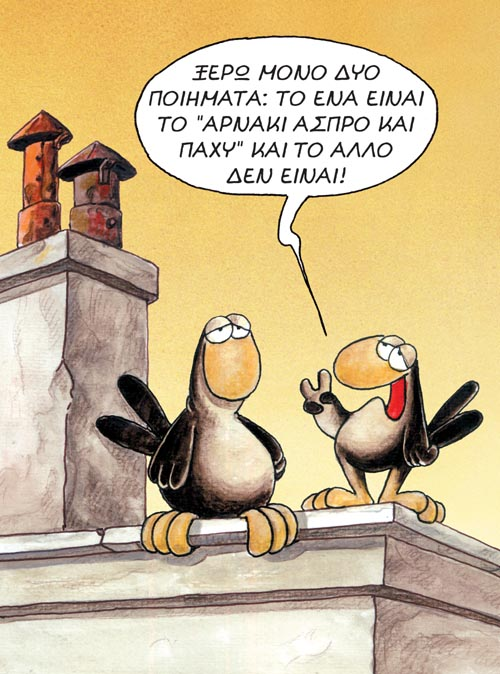
Una vignetta tratta da un albo della serie Voli radenti. Nella nuvoletta: «Conosco soltanto due poesie: una è "l'agnello è bianco e rotondo" mentre l'altra non lo è!»

Molto schivo e riservato, di lui non si conosce nulla, tanto il suo vero nome quanto la sua provenienza, sebbene dicerie tra i fan lo vorrebbero uno psichiatra od un docente universitario, mentre il quotidiano greco Kathimerini, in un suo articolo su di lui, sostenne che si chiamasse Antonis Evdemon (ipotesi, naturalmente, mai  corroborata); il suo nome d'arte, traducibile dal greco come "arcadico", ha fatto supporre che possa essere originario di quella sottoregione del Peloponneso (anche se, tenendo conto del fatto che il fumettista in questione si firmi mediante una notazione a cammello, farebbe pensare tutt'al più che si trattino semplicemente delle sue iniziali), qualora altri, sulla scorta del corpo delle sue opere, propendano invece per una sua origine ateniese. 
Famosissimo in patria, non ha mai rilasciato interviste, né è apparso mai in occasione d'eventi pubblici (come convegni di fumetti ecc.), in più di venticinque anni di attività. Arkas è apprezzato anche in Inghilterra, Francia e Germania dove vengono tradotte e pubblicate alcune delle sue serie. Il suo stile è inconfondibile sia per il "nasone" che ne contraddistingue i personaggi, sia per il suo humor caustico e tagliente che fa da veicolo alla sua grande capacità di analisi, a volte spietata, della società e della psiche umana.
In Italia, a partire dal 2005, le sue opere sono pubblicate dall'editore Lavieri che, dopo la serie dedicata agli "uccellini" (Chamilés ptísis, in italiano intitolata Voli radenti), e quella di "Montecristo" (O Isovitis), si prepara alla pubblicazione di altre produzioni dell'artista greco.

## Opere tradotte

### Serie "Voli Radenti"

#### Titolo originale "Χαμηλές Πτήσεις"
1. Guarda Papà, sto volando!  ISBN 9788889312049
2. Passero sarai tu! ISBN 9788889312056
3. Onora il padre... ISBN 9788889312063
4. Le gioie della paternità ISBN 9788889312070
5. Prendilo al volo papà! ISBN 9788889312179
6. Così impari... ISBN 9788896971017
7. Preso per il naso... ISBN 9788896971048

### Serie "Montecristo"

#### Titolo originale "Ο Ισοβίτης"
1. Cattive compagnie ISBN 9788889312261
2. Un topo nella mia zuppa! ISBN 9788889312278
3. Dottore, ho come un peso sullo stomaco... ISBN 9788889312285
4. Il Signore ama i ladri onesti... ISBN 9788889312292

### Serie "Tira fuori l'animale che è in te!"

#### Titolo originale "Ξυπνάς μέσα μου το ζώο"
1. Per due o più giocatori ISBN 9788889312346
2. Crazy combinations ISBN 9788889312353

### Serie "Kastrato"

#### Titolo originale "Καστράτο"
1. Indecenze ISBN 9788889312438
2. A passo di gatta ISBN 9788889312445
3. Fuori controllo ISBN 9788889312452
4. De gustibus... ISBN 9788889312469